# 25 palabras
25 palabras fue un concurso de televisión español presentado por Christian Gálvez entre el 19 de diciembre de 2022 y el 15 de septiembre de 2023. El programa era la adaptación del formato de televisión estadounidense 25 Words or Less, emitido por Fox. El programa fue cancelado con varias entregas por emitir sin ser reubicadas en la parilla de Telecinco.

## Mecánica
En cada episodio, participan dos concursantes divididos en dos equipos formados por dos famosos cada uno. Durante el programa, los dos concursantes tienen que jugar con varias pistas para averiguar palabras en un tiempo limitado para ganar un bote que parte de 250.000 euros y va aumentando en 5.000 euros más cada programa. En los primeros programas hubo incluso una prueba desde casa donde un concursante participando vía Skype podía ganar hasta 5.000 euros.

## Pruebas

#### La repesca
Introducida el 2 de febrero de 2023, consiste en que el perdedor del programa anterior y una nueva persona aspirante a concursante luchan por su lugar en el equipo rosa. Consiste en jugar por turnos alternos para acertar palabras con las pistas que dé el presentador, las cuales se van volviendo más obvias hasta un máximo de 15. Quien obtenga más puntos se quedará mientras que el otro deberá abandonar el programa.

#### La apuesta
En esta primera ronda, un miembro de cada equipo participa en una apuesta a la baja en la que se determina cuál de los dos cree que necesita menos pistas para conseguir que sus compañeros acierten cinco palabras dadas en solo 45 segundos. Partiendo de 25 pistas, el concursante que baje más la apuesta es el que juega. Si consiguen su objetivo, ganan los puntos. Si se acaba el tiempo o superan el número de pistas por el que han apostado, pierden. En las pistas no hay mímica ni palabras derivadas y se pueden usar solamente palabras que los concursantes crean que pueden ayudar a ganar la prueba (sinónimos, onomatopeyas, exclamaciones de alegría o disgustos, monosílabos y todos vocablos que guardan alguna relación con las palabras dadas) descontándolas del número de pistas del que disponen. Hay 75 puntos en juego.

#### Uno contra uno
En esta prueba, los seis concursantes se enfrentan por parejas, uno contra uno. Los dos reciben la misma palabra, expresión u obra y solo pueden dar una pista a sus compañeros para intentar que la averigüen. El turno va saltando de uno a otro hasta que un equipo adivina la palabra, obra o expresión dada, pero los puntos que ganan se van reduciendo a medida que se van produciendo los rebotes. De nuevo, un equipo puede volver a ganar 75 puntos (25 por ronda).

#### La pirámide de pistas
En esta ronda, los concursantes vuelven a enfrentarse por parejas para averiguar una palabra relacionada con un tema indicado en la parte superior de la pantalla que se encuentra detrás de ellos. Esta vez, las pistas las va dando de una en una el presentador en forma de palabras principalmente, pero también usa objetos, canciones, disfraces etc. Si un concursante cree saber la respuesta, aprieta un pulsador y se arriesga a responder. Si gana, acumula puntos para su equipo; si falla, el turno pasa al equipo contrario. Si ningún participante usa el pulsador, el presentador da la siguiente pista automáticamente. Cuantas más pistas utilicen, menos puntos consiguen, Las pistas valen 25, 20, 15, 10 y 5 puntos respectivamente.

#### Prueba desde casa (El/La intruso/a)*
Durante las tres primeras rondas, el concursante que participa desde casa vía Skype (conocido como "El/La Intruso/a"), tendrá que elegir el que considere un rival más fácil y se enfrentará a él para ganar 5.000 euros con los que se incrementa el bote cada día. 
Ambos juegan en turnos alternos con el objetivo de acertar el mayor número de palabras a partir de un máximo de 25 pistas que va dando el presentador y el que más acierte, gana la prueba. Si resulta vencedor el jugador vía Skype (el intruso) se lleva 5.000 euros del bote acumulado para la prueba final; si gana el concursante de plató, los 5.000 euros se suman al bote y el de casa se va de vacío.

En el programa del 1 de febrero se anunció que este segmento sería intermitente; es decir, habría programas con intruso/a y programas en los que no; en el último caso, el bote aumentará de seguro en 5.000 €. Pese a lo dicho, la prueba nunca volvió.

#### Contrarreloj/Todo puede cambiar
En esta prueba, todos los miembros de cada equipo juegan por turnos para intentar que sus compañeros adivinen cinco palabras, con un máximo de 25 pistas y 45 segundos. Si lo consiguen, ganan 25 puntos. Y si lo hacen en menos tiempo, el sobrante se acumula para los turnos de sus compañeros. Si los tres miembros de un mismo equipo consiguen los 25 puntos, ganan un bonus adicional de 100 puntos más. Al final de la ronda, el equipo que más puntos haya acumulado durante el programa optará al bote en la prueba final y el concursante se asegurará su vuelta al día siguiente, mientras que el concursante del otro equipo, se jugará su permanencia en la repesca del siguiente programa.

#### Las diez de últimas
En esta ronda final, el concursante del equipo ganador de la prueba antecedente tiene que conseguir que sus dos compañeros famosos acierten 10 palabras con 25 pistas como máximo en un minuto de tiempo. Si lo logra, ganará el dinero acumulado en el bote; si falla, ya no podrá llevarse el premio, pero podrá intentarlo de nuevo en el siguiente programa.

## Presentadores
| Presentadores    | Información | Duración | Duración |
| Presentadores    | Información | 2022     | 2023     |
| ---------------- | ----------- | -------- | -------- |
| Christian Gálvez | Presentador |          |          |

## Audiencias
| Temporada | Temporada | Episodios | Estreno                 | Final                    | Audiencia media | Audiencia media |
| Temporada | Temporada | Episodios | Estreno                 | Final                    | Espectadores    | Cuota           |
| --------- | --------- | --------- | ----------------------- | ------------------------ | --------------- | --------------- |
|           | 1         | 193       | 19 de diciembre de 2022 | 15 de septiembre de 2023 | 788 000         | 9,6%            |

### Temporada 1 (2022-2023)
| N.º | Fecha de emisión | Famosos invitados | Famosos invitados   | Famosos invitados        | Famosos invitados    | Audiencia | Share |
| 1   | 19/12/2022       | Carolina Ferre    | Cristina Rodríguez  | David Amor               | Fernando Romay       | 1 110 000 | 11,5% |
| 2   | 20/12/2022       | Carolina Ferre    | Cristina Rodríguez  | David Amor               | Fernando Romay       | 904 000   | 9,4%  |
| 3   | 21/12/2022       | Adriana Abenia    | Jorge Lucas         | Canco Rodríguez          | Diego Arjona         | 798 000   | 8,7%  |
| 4   | 22/12/2022       | Adriana Abenia    | Jorge Lucas         | Canco Rodríguez          | Diego Arjona         | 703 000   | 7,6%  |
| 5   | 23/12/2022       | Adriana Abenia    | Jorge Lucas         | Canco Rodríguez          | Diego Arjona         | 797 000   | 9,3%  |
| 6   | 26/12/2022       | Iñaki Urrutia     | J. J. Vaquero       | Llum Barrera             | Flora González       | 909 000   | 8,6%  |
| 7   | 27/12/2022       | Iñaki Urrutia     | J. J. Vaquero       | Llum Barrera             | Flora González       | 818 000   | 8,5%  |
| 8   | 28/12/2022       | Iñaki Urrutia     | J. J. Vaquero       | Llum Barrera             | Flora González       | 731 000   | 7,6%  |
| 9   | 29/12/2022       | Carlos Hipólito   | Silvia Alonso       | Josema Yuste             | Ángeles Blanco       | 798 000   | 8,1%  |
| 10  | 30/12/2022       | Carlos Hipólito   | Silvia Alonso       | Josema Yuste             | Ángeles Blanco       | 758 000   | 8,1%  |
| 11  | 02/01/2023       | Carlos Hipólito   | Silvia Alonso       | Josema Yuste             | Ángeles Blanco       | 889 000   | 8,6%  |
| 12  | 03/01/2023       | Arkano            | Martina Klein       | Luján Argüelles          | Álex O'Dogherty      | 633 000   | 6,7%  |
| 13  | 04/01/2023       | Arkano            | Martina Klein       | Luján Argüelles          | Álex O'Dogherty      | 778 000   | 8,4%  |
| 14  | 05/01/2023       | Arkano            | Martina Klein       | Luján Argüelles          | Álex O'Dogherty      | 673 000   | 8,0%  |
| 15  | 09/01/2023       | Elena Furiase     | Nerea Garmendia     | Adriana Torrebejano      | Paula Prendes        | 917 000   | 9,4%  |
| 16  | 10/01/2023       | Elena Furiase     | Nerea Garmendia     | Adriana Torrebejano      | Paula Prendes        | 781 000   | 8,0%  |
| 17  | 11/01/2023       | Elena Furiase     | Nerea Garmendia     | Adriana Torrebejano      | Paula Prendes        | 854 000   | 8,8%  |
| 18  | 12/01/2023       | Sara Escudero     | Jesús Olmedo        | Ana Morgade              | Manuel Bandera       | 788 000   | 8,1%  |
| 19  | 13/01/2023       | Sara Escudero     | Jesús Olmedo        | Ana Morgade              | Manuel Bandera       | 834 000   | 8,7%  |
| 20  | 16/01/2023       | Sara Escudero     | Jesús Olmedo        | Ana Morgade              | Manuel Bandera       | 852 000   | 8,4%  |
| 21  | 17/01/2023       | Cristina Medina   | Mariam Hernández    | Pilar Castro             | Jorge Sanz           | 1 009 000 | 9,5%  |
| 22  | 18/01/2023       | Cristina Medina   | Mariam Hernández    | Pilar Castro             | Jorge Sanz           | 877 000   | 8,4%  |
| 23  | 19/01/2023       | Cristina Medina   | Mariam Hernández    | Pilar Castro             | Jorge Sanz           | 920 000   | 8,5%  |
| 24  | 20/01/2023       | David Fernández   | Esmeralda Moya      | Gemma Palacio            | José Manuel Zapata   | 878 000   | 8,8%  |
| 25  | 21/01/2023       | David Fernández   | Esmeralda Moya      | Gemma Palacio            | José Manuel Zapata   | 984 000   | 8,0%  |
| 26  | 21/01/2023       | David Fernández   | Esmeralda Moya      | Gemma Palacio            | José Manuel Zapata   | 984 000   | 8,0%  |
| 27  | 23/01/2023       | Chema Martínez    | Amaya Valdemoro     | Natalia                  | Cósima Ramírez       | 911 000   | 8,5%  |
| 28  | 24/01/2023       | Chema Martínez    | Amaya Valdemoro     | Natalia                  | Cósima Ramírez       | 946 000   | 9,4%  |
| 29  | 25/01/2023       | Chema Martínez    | Amaya Valdemoro     | Natalia                  | Cósima Ramírez       | 834 000   | 7,9%  |
| 30  | 26/01/2023       | Iván Sánchez      | Goyo González       | Pablo Puyol              | Laura Sánchez        | 834 000   | 8,2%  |
| 31  | 27/01/2023       | Iván Sánchez      | Goyo González       | Pablo Puyol              | Laura Sánchez        | 827 000   | 8,4%  |
| 32  | 30/01/2023       | Jesús Oviedo      | Daniel Oviedo       | Verónica Blume           | Judit Mascó          | 899 000   | 8,9%  |
| 33  | 31/01/2023       | Jesús Oviedo      | Daniel Oviedo       | Verónica Blume           | Judit Mascó          | 881 000   | 8,9%  |
| 34  | 01/02/2023       | Eva Isanta        | Víctor Palmero      | Daniel Muriel            | Candela Serrat       | 955 000   | 9,5%  |
| 35  | 02/02/2023       | Eva Isanta        | Víctor Palmero      | Daniel Muriel            | Candela Serrat       | 967 000   | 9,7%  |
| 36  | 03/02/2023       | Eva Isanta        | Víctor Palmero      | Daniel Muriel            | Candela Serrat       | 856 000   | 9,0%  |
| 37  | 06/02/2023       | Irene Junquera    | Félix Álvarez       | Mariló Montero           | Manu Gorriz          | 994 000   | 9,6%  |
| 38  | 07/02/2023       | Irene Junquera    | Félix Álvarez       | Mariló Montero           | Manu Gorriz          | 1 001 000 | 9,5%  |
| 39  | 08/02/2023       | Irene Junquera    | Félix Álvarez       | Mariló Montero           | Manu Gorriz          | 904 000   | 9,3%  |
| 40  | 09/02/2023       | Jandro            | Jorge Blas          | Jorge Luengo             | Inés la Maga         | 910 000   | 9,3%  |
| 41  | 10/02/2023       | Jandro            | Jorge Blas          | Jorge Luengo             | Inés la Maga         | 834 000   | 8,8%  |
| 42  | 13/02/2023       | Jandro            | Jorge Blas          | Jorge Luengo             | Inés la Maga         | 959 000   | 9,5%  |
| 43  | 14/02/2023       | Alaska            | Mario Vaquerizo     | Marta Vaquerizo          | Miguel Balanzategui  | 940 000   | 9,6%  |
| 44  | 15/02/2023       | Alaska            | Mario Vaquerizo     | Marta Vaquerizo          | Miguel Balanzategui  | 979 000   | 10,2% |
| 45  | 16/02/2023       | Alaska            | Mario Vaquerizo     | Marta Vaquerizo          | Miguel Balanzategui  | 917 000   | 9,5%  |
| 46  | 17/02/2023       | Ion Aramendi      | Patxi Salinas       | Helen Lindes             | Julio Salinas        | 851 000   | 9,2%  |
| 47  | 20/02/2023       | Ion Aramendi      | Patxi Salinas       | Helen Lindes             | Julio Salinas        | 956 000   | 9,6%  |
| 48  | 21/02/2023       | Ion Aramendi      | Patxi Salinas       | Helen Lindes             | Julio Salinas        | 998 000   | 10,3% |
| 49  | 22/02/2023       | José Corbacho     | Gorka Otxoa         | Alejo Sauras             | Nicolás Coronado     | 884 000   | 9,6%  |
| 50  | 23/02/2023       | José Corbacho     | Gorka Otxoa         | Alejo Sauras             | Nicolás Coronado     | 943 000   | 9,3%  |
| 51  | 24/02/2023       | José Corbacho     | Gorka Otxoa         | Alejo Sauras             | Nicolás Coronado     | 871 000   | 9,2%  |
| 52  | 27/02/2023       | Carla Hidalgo     | Laura Gómez-Lacueva | Eloína Marcos            | Marta Hazas          | 956 000   | 9,7%  |
| 53  | 28/02/2023       | Carla Hidalgo     | Laura Gómez-Lacueva | Eloína Marcos            | Marta Hazas          | 1 013 000 | 10,3% |
| 54  | 01/03/2023       | Carla Hidalgo     | Laura Gómez-Lacueva | Eloína Marcos            | Marta Hazas          | 899 000   | 9,2%  |
| 55  | 02/03/2023       | Flipy             | El Sevilla          | Chiqui Fernández         | Santi Rodríguez      | 890 000   | 9,3%  |
| 56  | 03/03/2023       | Flipy             | El Sevilla          | Chiqui Fernández         | Santi Rodríguez      | 841 000   | 9,3%  |
| 57  | 06/03/2023       | Flipy             | El Sevilla          | Chiqui Fernández         | Santi Rodríguez      | 989 000   | 10,1% |
| 58  | 07/03/2023       | Fernando Tejero   | Nacho Guerreros     | Itziar Miranda           | María Esteve         | 940 000   | 10,1% |
| 59  | 08/03/2023       | Fernando Tejero   | Nacho Guerreros     | Itziar Miranda           | María Esteve         | 815 000   | 9,1%  |
| 60  | 09/03/2023       | Fernando Tejero   | Nacho Guerreros     | Itziar Miranda           | María Esteve         | 869 000   | 9,2%  |
| 61  | 10/03/2023       | Paco León         | Eva Hache           | Edu Soto                 | Leo Harlem           | 878 000   | 10,4% |
| 62  | 13/03/2023       | Paco León         | Eva Hache           | Edu Soto                 | Leo Harlem           | 875 000   | 9,7%  |
| 63  | 14/03/2023       | Paco León         | Eva Hache           | Edu Soto                 | Leo Harlem           | 877 000   | 10,1% |
| 64  | 15/03/2023       | Manolo Sarria     | Carmen Ruiz         | Ana Ruiz                 | Nacho Rubio          | 783 000   | 9,6%  |
| 65  | 16/03/2023       | Manolo Sarria     | Carmen Ruiz         | Ana Ruiz                 | Nacho Rubio          | 763 000   | 8,7%  |
| 66  | 17/03/2023       | Manolo Sarria     | Carmen Ruiz         | Ana Ruiz                 | Nacho Rubio          | 877 000   | 10,0% |
| 67  | 20/03/2023       | Michelle Calvó    | Neus Sanz           | Carlos Santos            | Pepón Nieto          | 897 000   | 10,1% |
| 68  | 21/03/2023       | Michelle Calvó    | Neus Sanz           | Carlos Santos            | Pepón Nieto          | 769 000   | 9,2%  |
| 69  | 22/03/2023       | Michelle Calvó    | Neus Sanz           | Carlos Santos            | Pepón Nieto          | 811 000   | 9,6%  |
| 70  | 23/03/2023       | Topacio Fresh     | Alex de la Croix    | La Terremoto de Alcorcón | Raquel Sánchez Silva | 828 000   | 9,8%  |
| 71  | 24/03/2023       | Topacio Fresh     | Alex de la Croix    | La Terremoto de Alcorcón | Raquel Sánchez Silva | 710 000   | 8,8%  |
| 72  | 27/03/2023       | Topacio Fresh     | Alex de la Croix    | La Terremoto de Alcorcón | Raquel Sánchez Silva | 755 000   | 9,9%  |
| 73  | 28/03/2023       | Angy Fernández    | Daniel Diges        | Raúl Peña                | David Cepo           | 646 000   | 8,6%  |
| 74  | 29/03/2023       | Angy Fernández    | Daniel Diges        | Raúl Peña                | David Cepo           | 755 000   | 9,8%  |
| 75  | 30/03/2023       | Angy Fernández    | Daniel Diges        | Raúl Peña                | David Cepo           | 771 000   | 10,0% |
| 76  | 31/03/2023       | Elsa Anka         | Lidia Torrent       | Nancho Novo              | Marina Riverss       | 720 000   | 9,4%  |
| 77  | 03/04/2023       | Elsa Anka         | Lidia Torrent       | Nancho Novo              | Marina Riverss       | 742 000   | 9,6%  |
| 78  | 04/04/2023       | Elsa Anka         | Lidia Torrent       | Nancho Novo              | Marina Riverss       | 806 000   | 10,3% |
| 79  | 05/04/2023       | Secun de la Rosa  | Fran Perea          | Leticia Dolera           | Celia Freijeiro      | 658 000   | 9,4%  |
| 80  | 06/04/2023       | Secun de la Rosa  | Fran Perea          | Leticia Dolera           | Celia Freijeiro      | 776 000   | 9,8%  |
| 81  | 10/04/2023       | Secun de la Rosa  | Fran Perea          | Leticia Dolera           | Celia Freijeiro      | 769 000   | 9,8%  |
| 82  | 11/04/2023       | David Amor        | Nerea Rodríguez     | Carlos Chamarro          | Lucía Gil            | 748 000   | 10,1% |
| 83  | 12/04/2023       | David Amor        | Nerea Rodríguez     | Carlos Chamarro          | Lucía Gil            | 804 000   | 10,0% |
| 84  | 13/04/2023       | David Amor        | Nerea Rodríguez     | Carlos Chamarro          | Lucía Gil            | 885 000   | 10,9% |
| 85  | 14/04/2023       | Silvia Alonso     | Marina San José     | Manuela Vellés           | Elisabeth Larena     | 807 000   | 10,3% |
| 86  | 17/04/2023       | Silvia Alonso     | Marina San José     | Manuela Vellés           | Elisabeth Larena     | 755 000   | 10,0% |
| 87  | 18/04/2023       | Silvia Alonso     | Marina San José     | Manuela Vellés           | Elisabeth Larena     | 697 000   | 9,3%  |
| 88  | 19/04/2023       | Paco Tous         | Ruth Gabriel        | Manuel Burque            | Itziar Castro        | 722 000   | 10,0% |
| 89  | 20/04/2023       | Paco Tous         | Ruth Gabriel        | Manuel Burque            | Itziar Castro        | 695 000   | 9,6%  |
| 90  | 21/04/2023       | Paco Tous         | Ruth Gabriel        | Manuel Burque            | Itziar Castro        | 758 000   | 10,3% |
| 91  | 24/04/2023       | Luis Larrodera    | Sandra Barneda      | Ximo Rovira              | Víctor Parrado       | 688 000   | 9,2%  |
| 92  | 25/04/2023       | Luis Larrodera    | Sandra Barneda      | Ximo Rovira              | Víctor Parrado       | 657 000   | 8,6%  |
| 93  | 26/04/2023       | Luis Larrodera    | Sandra Barneda      | Ximo Rovira              | Víctor Parrado       | 628 000   | 8,8%  |
| 94  | 27/04/2023       | Alberto Amarilla  | Javier Pereira      | Juan José Ballesta       | Manu Baqueiro        | 603 000   | 8,3%  |
| 95  | 28/04/2023       | Alberto Amarilla  | Javier Pereira      | Juan José Ballesta       | Manu Baqueiro        | 674 000   | 9,8%  |
| 96  | 02/05/2023       | Alberto Amarilla  | Javier Pereira      | Juan José Ballesta       | Manu Baqueiro        | 686 000   | 9,1%  |
| 97  | 03/05/2023       | Ana Morgade       | Laura Sánchez       | Cristina Medina          | Eduardo Casanova     | 714 000   | 10,2% |
| 98  | 04/05/2023       | Ana Morgade       | Laura Sánchez       | Cristina Medina          | Eduardo Casanova     | 609 000   | 8,6%  |
| 99  | 05/05/2023       | Ana Morgade       | Laura Sánchez       | Cristina Medina          | Eduardo Casanova     | 710 000   | 10,2% |
| 100 | 08/05/2023       | Nagore Robles     | Carolina Cerezuela  | Jaime Anglada            | Arkano               | 762 000   | 10,4% |
| 101 | 09/05/2023       | Nagore Robles     | Carolina Cerezuela  | Jaime Anglada            | Arkano               | 803 000   | 10,5% |
| 102 | 10/05/2023       | Nagore Robles     | Carolina Cerezuela  | Jaime Anglada            | Arkano               | 795 000   | 10,9% |
| 103 | 11/05/2023       | Víctor Clavijo    | Víctor Elías        | Sandra Cervera           | José Lamuño          | 715 000   | 9,5%  |
| 104 | 12/05/2023       | Víctor Clavijo    | Víctor Elías        | Sandra Cervera           | José Lamuño          | 691 000   | 8,7%  |
| 105 | 15/05/2023       | Víctor Clavijo    | Víctor Elías        | Sandra Cervera           | José Lamuño          | 715 000   | 8,9%  |
| 106 | 16/05/2023       | Jorge Lucas       | Falete              | Poty                     | Ángeles Martín       | 800 000   | 10,6% |
| 107 | 17/05/2023       | Jorge Lucas       | Falete              | Poty                     | Ángeles Martín       | 810 000   | 10,7% |
| 108 | 18/05/2023       | Jorge Lucas       | Falete              | Poty                     | Ángeles Martín       | 814 000   | 10,2% |
| 109 | 19/05/2023       | Kira Miró         | Silvia Marty        | Elena Ballesteros        | Thaïs Blume          | 788 000   | 9,9%  |
| 110 | 22/05/2023       | Kira Miró         | Silvia Marty        | Elena Ballesteros        | Thaïs Blume          | 852 000   | 10,0% |
| 111 | 23/05/2023       | Kira Miró         | Silvia Marty        | Elena Ballesteros        | Thaïs Blume          | 801 000   | 9,3%  |
| 112 | 24/05/2023       | Patricia Montero  | Alex Adrover        | Paco Mir                 | Pepín Tre            | 810 000   | 10,1% |
| 113 | 25/05/2023       | Patricia Montero  | Alex Adrover        | Paco Mir                 | Pepín Tre            | 779 000   | 9,5%  |
| 114 | 26/05/2023       | Patricia Montero  | Alex Adrover        | Paco Mir                 | Pepín Tre            | 703 000   | 8,9%  |
| 115 | 29/05/2023       | David Castillo    | Iván Massagué       | Iván Torres              | Javi Moreno          | 739 000   | 8,9%  |
| 116 | 30/05/2023       | David Castillo    | Iván Massagué       | Iván Torres              | Javi Moreno          | 765 000   | 9,0%  |
| 117 | 31/05/2023       | David Castillo    | Iván Massagué       | Iván Torres              | Javi Moreno          | 655 000   | 8,5%  |
| 118 | 01/06/2023       | Esther Arroyo     | Nuria Fergó         | Melody                   | Mago Scott           | 650 000   | 8,4%  |
| 119 | 02/06/2023       | Esther Arroyo     | Nuria Fergó         | Melody                   | Mago Scott           | 741 000   | 9,7%  |
| 120 | 05/06/2023       | Esther Arroyo     | Nuria Fergó         | Melody                   | Mago Scott           | 753 000   | 9,7%  |
| 121 | 06/06/2023       | Carlos Sobera     | Elisa Matilla       | Arianna Aragón           | Luis Lara            | 596 000   | 7,8%  |
| 122 | 07/06/2023       | Carlos Sobera     | Elisa Matilla       | Arianna Aragón           | Luis Lara            | 764 000   | 9,4%  |
| 123 | 08/06/2023       | Carlos Sobera     | Elisa Matilla       | Arianna Aragón           | Luis Lara            | 779 000   | 9,5%  |
| 124 | 09/06/2023       | Antonio Molero    | Rocío Peláez        | Fernando Guillén Cuervo  | Eloína Marcos        | 621 000   | 8,4%  |
| 125 | 12/06/2023       | Antonio Molero    | Rocío Peláez        | Fernando Guillén Cuervo  | Eloína Marcos        | 766 000   | 10,0% |
| 126 | 13/06/2023       | Antonio Molero    | Rocío Peláez        | Fernando Guillén Cuervo  | Eloína Marcos        | 801 000   | 10,0% |
| 127 | 14/06/2023       | Iván Sánchez      | Begoña Maestre      | Paula Prendes            | Carme Chaparro       | 617 000   | 8,7%  |
| 128 | 15/06/2023       | Iván Sánchez      | Begoña Maestre      | Paula Prendes            | Carme Chaparro       | 670 000   | 9,1%  |
| 129 | 16/06/2023       | Iván Sánchez      | Begoña Maestre      | Paula Prendes            | Carme Chaparro       | 591 000   | 8,3%  |
| 130 | 19/06/2023       | Elena Furiase     | Rubén Ochandiano    | José Manuel Seda         | Núria Gago           | 634 000   | 8,4%  |
| 131 | 20/06/2023       | Elena Furiase     | Rubén Ochandiano    | José Manuel Seda         | Núria Gago           | 673 000   | 9,3%  |
| 132 | 21/06/2023       | Elena Furiase     | Rubén Ochandiano    | José Manuel Seda         | Núria Gago           | 698 000   | 9,4%  |
| 133 | 22/06/2023       | Miryam Gallego    | Elia Galera         | Manuel Tallafé           | Manolo Caro          | 652 000   | 9,4%  |
| 134 | 26/06/2023       | Miryam Gallego    | Elia Galera         | Manuel Tallafé           | Manolo Caro          | 613 000   | 8,2%  |
| 135 | 27/06/2023       | Miryam Gallego    | Elia Galera         | Manuel Tallafé           | Manolo Caro          | 657 000   | 8,8%  |
| 136 | 29/06/2023       | Fernando Tejero   | Ana Arias           | Luis Miguel Seguí        | Carlos Chamarro      | 663 000   | 8,9%  |
| 137 | 30/06/2023       | Fernando Tejero   | Ana Arias           | Luis Miguel Seguí        | Carlos Chamarro      | 609 000   | 8,8%  |
| 138 | 03/07/2023       | Fernando Tejero   | Ana Arias           | Luis Miguel Seguí        | Carlos Chamarro      | 684 000   | 9,3%  |
| 139 | 04/07/2023       | Llum Barrera      | Juanjo Artero       | Marcial Álvarez          | Patxi Freytez        | 598 000   | 8,7%  |
| 140 | 05/07/2023       | Llum Barrera      | Juanjo Artero       | Marcial Álvarez          | Patxi Freytez        | 586 000   | 8,3%  |
| 141 | 06/07/2023       | Llum Barrera      | Juanjo Artero       | Marcial Álvarez          | Patxi Freytez        | 530 000   | 7,6%  |
| 142 | 07/07/2023       | Sole Giménez      | Gisela              | David de María           | Zzoilo               | 558 000   | 7,7%  |
| 143 | 10/07/2023       | Sole Giménez      | Gisela              | David de María           | Zzoilo               | 622 000   | 8,4%  |
| 144 | 11/07/2023       | Sole Giménez      | Gisela              | David de María           | Zzoilo               | 598 000   | 7,9%  |
| 145 | 02/07/2023       | Andrea Duro       | Aída Folch          | Marta González de Vega   | Bárbara Goenaga      | 601 000   | 7,9%  |
| 146 | 13/07/2023       | Andrea Duro       | Aída Folch          | Marta González de Vega   | Bárbara Goenaga      | 589 000   | 8,1%  |
| 147 | 14/07/2023       | Andrea Duro       | Aída Folch          | Marta González de Vega   | Bárbara Goenaga      | 577 000   | 7,8%  |
| 148 | 17/07/2023       | Alba Lago         | Inma del Moral      | Alejandra Osborne        | Eugenia Osborne      | 620 000   | 8,2%  |
| 149 | 18/07/2023       | Alba Lago         | Inma del Moral      | Alejandra Osborne        | Eugenia Osborne      | 638 000   | 8,4%  |
| 150 | 19/07/2023       | Alba Lago         | Inma del Moral      | Alejandra Osborne        | Eugenia Osborne      | 519 000   | 7,2%  |
| 151 | 20/07/2023       | Nerea Garmendia   | Cristóbal Soria     | Javier Losán             | Ruth Díaz            | 548 000   | 7,6%  |
| 152 | 21/07/2023       | Nerea Garmendia   | Cristóbal Soria     | Javier Losán             | Ruth Díaz            | 553 000   | 7,7%  |
| 153 | 24/07/2023       | Nerea Garmendia   | Cristóbal Soria     | Javier Losán             | Ruth Díaz            | 551 000   | 7,4%  |
| 154 | 25/07/2023       | Boris Izaguirre   | Gonzalo Miró        | Bibiana Fernández        | Carles Sans          | 585 000   | 7,9%  |
| 155 | 26/07/2023       | Boris Izaguirre   | Gonzalo Miró        | Bibiana Fernández        | Carles Sans          | 464 000   | 6,7%  |
| 156 | 27/07/2023       | Boris Izaguirre   | Gonzalo Miró        | Bibiana Fernández        | Carles Sans          | 574 000   | 8,0%  |
| 157 | 28/07/2023       | Daniel Muriel     | Canco Rodríguez     | Candela Serrat           | Luz Valdenebro       | 509 000   | 7,6%  |
| 158 | 31/07/2023       | Daniel Muriel     | Canco Rodríguez     | Candela Serrat           | Luz Valdenebro       | 591 000   | 8,0%  |
| 159 | 01/08/2023       | Daniel Muriel     | Canco Rodríguez     | Candela Serrat           | Luz Valdenebro       | 636 000   | 8,9%  |
| 160 | 02/08/2023       | Anabel Alonso     | Juan Dávila         | Laura Ramos              | J. J. Vaquero        | 671 000   | 9,1%  |
| 161 | 03/08/2023       | Anabel Alonso     | Juan Dávila         | Laura Ramos              | J. J. Vaquero        | 595 000   | 8,5%  |
| 162 | 04/08/2023       | Anabel Alonso     | Juan Dávila         | Laura Ramos              | J. J. Vaquero        | 639 000   | 9,2%  |
| 163 | 07/08/2023       | Carmen Morales    | Belinda Washington  | Soraya Arnelas           | Chus Herranz         | 588 000   | 8,7%  |
| 164 | 08/08/2023       | Carmen Morales    | Belinda Washington  | Soraya Arnelas           | Chus Herranz         | 559 000   | 8,0%  |
| 165 | 09/08/2023       | Carmen Morales    | Belinda Washington  | Soraya Arnelas           | Chus Herranz         | 633 000   | 8,8%  |
| 166 | 10/08/2023       | Lucrecia          | Luisi Bodega        | Vicky Bodega             | Susi Bodega          | 602 000   | 8,2%  |
| 167 | 11/08/2023       | Lucrecia          | Luisi Bodega        | Vicky Bodega             | Susi Bodega          | 582 000   | 8,0%  |
| 168 | 14/08/2023       | Lucrecia          | Luisi Bodega        | Vicky Bodega             | Susi Bodega          | 570 000   | 8,7%  |
| 169 | 16/08/2023       | Agustín Jimenez   | Iñaki Urrutia       | Pablo Carbonell          | Armando del Río      | 657 000   | 9,5%  |
| 170 | 17/08/2023       | Agustín Jimenez   | Iñaki Urrutia       | Pablo Carbonell          | Armando del Río      | 679 000   | 9,6%  |
| 171 | 18/08/2023       | Agustín Jimenez   | Iñaki Urrutia       | Pablo Carbonell          | Armando del Río      | 736 000   | 10,6% |
| 172 | 21/08/2023       | Fernando Romay    | Lucía Jiménez       | Gorka Otxoa              | Sergio Pazos         | 609 000   | 8,6%  |
| 173 | 22/08/2023       | Fernando Romay    | Lucía Jiménez       | Gorka Otxoa              | Sergio Pazos         | 715 000   | 9,7%  |
| 174 | 23/08/2023       | Fernando Romay    | Lucía Jiménez       | Gorka Otxoa              | Sergio Pazos         | 679 000   | 9,5%  |
| 175 | 24/08/2023       | Alicia Borrachero | Sara Escudero       | Fele Martínez            | Mónica Regueiro      | 663 000   | 8,9%  |
| 176 | 25/08/2023       | Alicia Borrachero | Sara Escudero       | Fele Martínez            | Mónica Regueiro      | 609 000   | 8,1%  |
| 177 | 28/08/2023       | Alicia Borrachero | Sara Escudero       | Fele Martínez            | Mónica Regueiro      | 682 000   | 9,3%  |
| 178 | 29/08/2023       | Marta Flich       | Secun de la Rosa    | María Barranco           | Daniel Pérez Prada   | 659 000   | 9,1%  |
| 179 | 30/08/2023       | Marta Flich       | Secun de la Rosa    | María Barranco           | Daniel Pérez Prada   | 704 000   | 9,5%  |
| 180 | 31/08/2023       | Marta Flich       | Secun de la Rosa    | María Barranco           | Daniel Pérez Prada   | 697 000   | 9,8%  |
| 181 | 01/09/2023       | Pepa Rus          | Eduardo Casanova    | Jesús Castro             | Marcos Martínez      | 624 000   | 8,9%  |
| 182 | 04/09/2023       | Pepa Rus          | Eduardo Casanova    | Jesús Castro             | Marcos Martínez      | 697 000   | 9,6%  |
| 183 | 05/09/2023       | Pepa Rus          | Eduardo Casanova    | Jesús Castro             | Marcos Martínez      | 601 000   | 8,7%  |
| 184 | 06/09/2023       | Carlos Latre      | Pepe Viyuela        | Mariano Peña             | Óscar Reyes          | 647 000   | 9,0%  |
| 185 | 07/09/2023       | Carlos Latre      | Pepe Viyuela        | Mariano Peña             | Óscar Reyes          | 666 000   | 9,6%  |
| 186 | 08/09/2023       | Carlos Latre      | Pepe Viyuela        | Mariano Peña             | Óscar Reyes          | 596 000   | 7,7%  |
| 187 | 11/09/2023       | Silvia Alonso     | Leticia Dolera      | Alain Hernández          | Carlos Librado       | 659 000   | 8,7%  |
| 188 | 12/09/2023       | Silvia Alonso     | Leticia Dolera      | Alain Hernández          | Carlos Librado       | 637 000   | 8,6%  |
| 189 | 13/09/2023       | Silvia Alonso     | Leticia Dolera      | Alain Hernández          | Carlos Librado       | 664 000   | 9,5%  |
| 190 | 14/09/2023       | Michelle Calvó    | Marta Hazas         | Felipe Londoño           | Fernando Cayo        | 611 000   | 8,6%  |
| 191 | 15/09/2023       | Michelle Calvó    | Marta Hazas         | Felipe Londoño           | Fernando Cayo        | 648 000   | 8,4%  |

#### Especiales en prime time
| Programas emitidos | Programas emitidos | Programas emitidos | Programas emitidos | Programas emitidos | Programas emitidos | Programas emitidos | Programas emitidos | Programas emitidos |
| ------------------ | ------------------ | ------------------ | ------------------ | ------------------ | ------------------ | ------------------ | ------------------ | ------------------ |
| N.º                | Fecha de emisión   | Famosos invitados  | Famosos invitados  | Famosos invitados  | Famosos invitados  | Audiencia          | Share              |                    |
| 1                  | 28/01/2023         | Paz Padilla        | Elena Furiase      | Eduardo Casanova   | Laura Sánchez      | 834 000            | 8,2%               |                    |
| 2                  | 28/01/2023         | Paz Padilla        | Elena Furiase      | Eduardo Casanova   | Laura Sánchez      | 834 000            | 8,2%               |                    |